# 天棓增四
武仙座82，又名BD+48 2542，HD 160290、SAO 46838、HR 6574，是武仙座的一颗恒星，视星等为5.37，位于銀經75.26，銀緯32.06，其B1900.0坐标为赤經17h 34m 0.7s，赤緯+48° 32.06′ 37″。